# Campionato internazionale di scherma 1932
Il decimo campionato internazionale di scherma si è svolto nel 1932 a Copenaghen, in Danimarca. Si disputò solo la competizione del fioretto femminile a squadre, in quanto unica gara non compresa nel programma olimpico di Los Angeles 1932.

## Risultati

### Donne
| Evento                        | Oro                                                                                   | Argento                                                                                   | Bronzo                                                                   |
| Fioretto                      |                                                                                       |                                                                                           |                                                                          |
| Fioretto a squadre (dettagli) | Danimarca Ulla Barding Aase Holgersen Inger Klingt Gerda Munck Grete Olsen Mitzi With | Austria Grete Friedmann Elisabeth Grasser Ellen Preis Frieda von Gregurich Fritzi Wenisch | Germania Roething Lindinger Tilly Merz Erna Sondheim Rotraud von Wachter |

## Medagliere
| Posizione | Nazione   |   |   |   | Totale |
| --------- | --------- | - | - | - | ------ |
| 1         | Danimarca | 1 | 0 | 0 | 1      |
| 2         | Austria   | 0 | 1 | 0 | 1      |
| 3         | Germania  | 0 | 0 | 1 | 1      |
| Totale    | Totale    | 1 | 1 | 1 | 3      |